# Hans-Peter Dürr
Pour les articles homonymes, voir Durr.
Pour l'anthropologue allemand, voir Hans Peter Duerr.
Hans-Peter Dürr, né le 7 octobre 1929 à Stuttgart et mort le 18 mai 2014 à Munich, est un physicien allemand, spécialisé en physique quantique. À partir de 1983, il milite activement pour le désarmement et la paix, l'écologie et l'économie, le développement, la justice, ainsi que les questions épistémologiques et philosophiques. Il était récipiendaire de nombreux prix et distinctions, dont le Right Livelihood Award en 1987.

## Biographie
En 1945, âgé d'à peine 15 ans, il devient soldat, chargé de contribuer à la « victoire finale ». Durant les années suivantes, il a le sentiment d'être un « horrible allemand », méprisé par le reste du monde. Il étudie la physique. Mais sa principale interrogation est ailleurs : « Quelle erreur avons-nous commise ? Qu'avons-nous laissé faire ? »

### Physique
Après avoir étudié la physique à Stuttgart (diplômé en 1953), Hans-Peter Dürr obtient son doctorat en 1956 à l'université de Californie à Berkeley. Il travaille avec Edward Teller sur l'anti-matière.
De 1958 à 1976, il est chercheur aux côtés du professeur Werner Heisenberg, spécialisé en physique nucléaire, physique quantique, les particules élémentaires et la gravitation.
En 1962, il est un professeur invité à Berkeley, en Californie et à Madras, en Inde.
Il est vice-directeur général à l'institut Max-Planck d'histoire des sciences (Werner-Heisenberg-Institut) 1972-1977, 1981-1986 et 1993-1995.
Jusqu'en 1997, il est aussi professeur de physique à l'université Louis-et-Maximilien de Munich. Plus tard, il se consacre de plus en plus à des questions en dehors de sa discipline, y compris les questions épistémologiques et socio-politiques. Hans-Peter Dürr contribue au mouvement pour l'environnement mondial. Il a été membre du conseil d'administration de Greenpeace Allemagne et membre du Conseil consultatif international sur le développement économique de Hainan.
Tout en poursuivant son activité de conférencier, Hans-Peter Dürr, retraité depuis 1997, s'engage dans une forme d'activisme mondial en faveur de la paix, la biodiversité et du droit des peuples de disposer d'eux-mêmes.

### Pacifisme et écologie
En 1986, Hans-Peter Dürr propose une « Initiative pour la paix mondiale » pour résoudre les problèmes environnementaux, réaliser la paix et la justice sociale.En janvier 1987, cette initiative est devenue le Réseau des défis mondiaux (Global Challenges Network), un organisme qui relie un réseau de projets et de groupes afin de travailler ensemble de manière constructive» à résoudre les problèmes qui nous menacent et de rendre notre environnement naturel.
En plus de sa brillante carrière universitaire, Hans-Peter Dürr s'implique de  plus en plus dans la paix et les questions environnementales. En raison de son expertise et son intégrité personnelle, il intègre le Club de Rome, en 1991, et le comité scientifique de Akademie für Zukunftsfragen Internationale de Vienne, qui préconise un développement durable, équitable et viable, en insistant sur l'efficacité énergétique et l'autosuffisance.
Hans-Peter Dürr est membre de la Commission de l'énergie. Dans ce cadre, avec ses étudiants, il met au point un plan d'énergies de remplacement pour la ville de Munich, "SESAM Study" (énergies douces pour Munich).
En 1996, Hans-Peter Dürr a été nommé membre du groupe consultatif auprès du Secrétaire général de l'ONU, pour la seconde Conférence sur l'habitat à Istanbul.
En 2001, Hans-Peter Dürr, avec quatorze lauréats du Prix Nobel alternatif ou du Prix Goldman, demande au Congrès mexicain  la reconnaissance constitutionnelle des peuples autochtones et de leurs droits, au Mexique, en insistant « sur leur rôle dans le développement et la conservation de la biodiversité naturelle et culturelle ».
En 2005 avec Daniel Dahm et Rudolf zur Lippe, Hans-Peter Dürr coécrit le Mémorandum de Potsdam et le Manifeste de Potsdam -une sorte de suite au Manifeste Russell-Einstein datant de 1955- qui ont été signés par un grand nombre de scientifiques du monde entier, dont plus de 20 lauréats du prix Nobel alternatif.
En 2005, Hans-Peter Dürr, avec douze autres lauréats du Prix Nobel alternatif, signe une demande d'abrogation de l'article 81 de Paul Bremer qui « vise à empêcher les agriculteurs irakiens d'utiliser leurs anciennes variétés de semences et de cultures, et à les obliger à dépendre de l'entreprise ayant breveté des semences génétiquement modifiées. Car, les variétés traditionnelles de cultures en Irak, qui ont évolué pendant des milliers d'années, ne sont pas seulement l'héritage de paysans irakiens, mais elles sont l'héritage mondial ».
Depuis 2006, Hans-Peter Dürr était conseiller fondateur au Conseil pour l'avenir du monde.

## Reconnaissance
- Prix du mérite en 1956, Oakland, USA
- Hans-Peter Dürr est récipiendaire du prix Nobel alternatif en 1987, « pour sa critique profonde de l'initiative de défense stratégique (IDS) et son travail pour convertir la haute technologie à des fins pacifiques. »
- Insigne d'honneur pour la compréhension internationale et de la paix 1987, Leipzig;
- 1989, le Prix Waldemar von Knoeringen, Munich;
- Ecology Award "Golden Swallow" en 1990, Darmstadt;
- Natura OBLIGAT Medal 1991, Université de la Bundeswehr de Munich;
- 1993, le Prix Walter et Elise Haas, University of California;
- `Lumières Munich Medal» en 1996 en or, la culture de la ville de Munich;
- 2002, Doctorat honorifique de philosophie, Université d'Oldenburg;
- Scientifique International de l'année 2002 à l'International Biographical Center, Cambridge, UK.;
- En 2004, la plus haute distinction du gouvernement allemand, la Croix fédérale du mérite lui a été décernée.
- En 2007, le conseil municipal de Munich a donné la citoyenneté d'honneur à Hans-Peter Dürr en reconnaissance de ses mérites élevés.

## Citation
« La paix dans son sens véritable ne peut jamais être atteinte par des mesures militaires ou des corrections techniques ... Il est grand temps pour nous de concentrer notre attention sur les problèmes réels qui nous menacent tous menaçant en fait, la vie sur cette planète. »

— Discours d'acceptation du prix Nobel alternatif 9 décembre 1987

« Peu m'importe comment tu gagnes ta vie. Ce qui m'intéresse, ce sont tes aspirations, si tu oses t'abandonner aux élans de ton cœur. Peu m'importe ton âge. Mais je veux savoir si tu es prêt à des folies pour l'amour, pour tes rêves, pour l'aventure d'être en vie. »

## Œuvres
Hans-Peter Dürr est l'auteur de 100 publications publiées dans plusieurs pays ; une partie de ses écrits est traduite en français :
- Hans-Peter Dürr, De la science à l'éthique : Physique moderne et responsabilité scientifique, Albin Michel, coll. « Sciences d'aujourd'hui », 1994, 354 p. (ISBN 978-2-226-06792-0)